# David Kannemeyer
David Kannemeyer (Città del Capo, 8 luglio 1977) è un ex calciatore sudafricano, di ruolo difensore.

## Carriera

### Club
Ad eccezione di una breve parentesi danese nel 2011, ha sempre giocato nel campionato sudafricano.

### Nazionale
Con la Nazionale sudafricana ha preso parte alle Olimpiadi del 2000 e alla Coppa d'Africa nel 2002 e nel 2004.